# یوزباشی
یوزباشی (خدابنده)، روستایی از توابع بخش افشار شهرستان خدابنده در استان زنجان ایران است.

## جمعیت
این روستا در دهستان شیوانات قرار دارد و براساس سرشماری مرکز آمار ایران در سال ۱۳۸۵، جمعیت آن ۸۵ نفر (۱۹خانوار) بوده‌است.
یوزباشی: در زبانهای ترکی، «یوز» معنی صد، و «باش» معنی سر را دارند. یوزباشی عنوانی نظامی و ارتشی است که معنی اش فرمانده یک گروه صد نفری بوده واین عنوان تا اواخر دوره قاجار در ارتش ایران بکار می‌رفته‌است.
به همین ترتیب اون باشی فرمانده یک گروه ده نفره و مین باشی فرمانده یک گروه هزار نفری است.